# HAL DS-3100 ASR

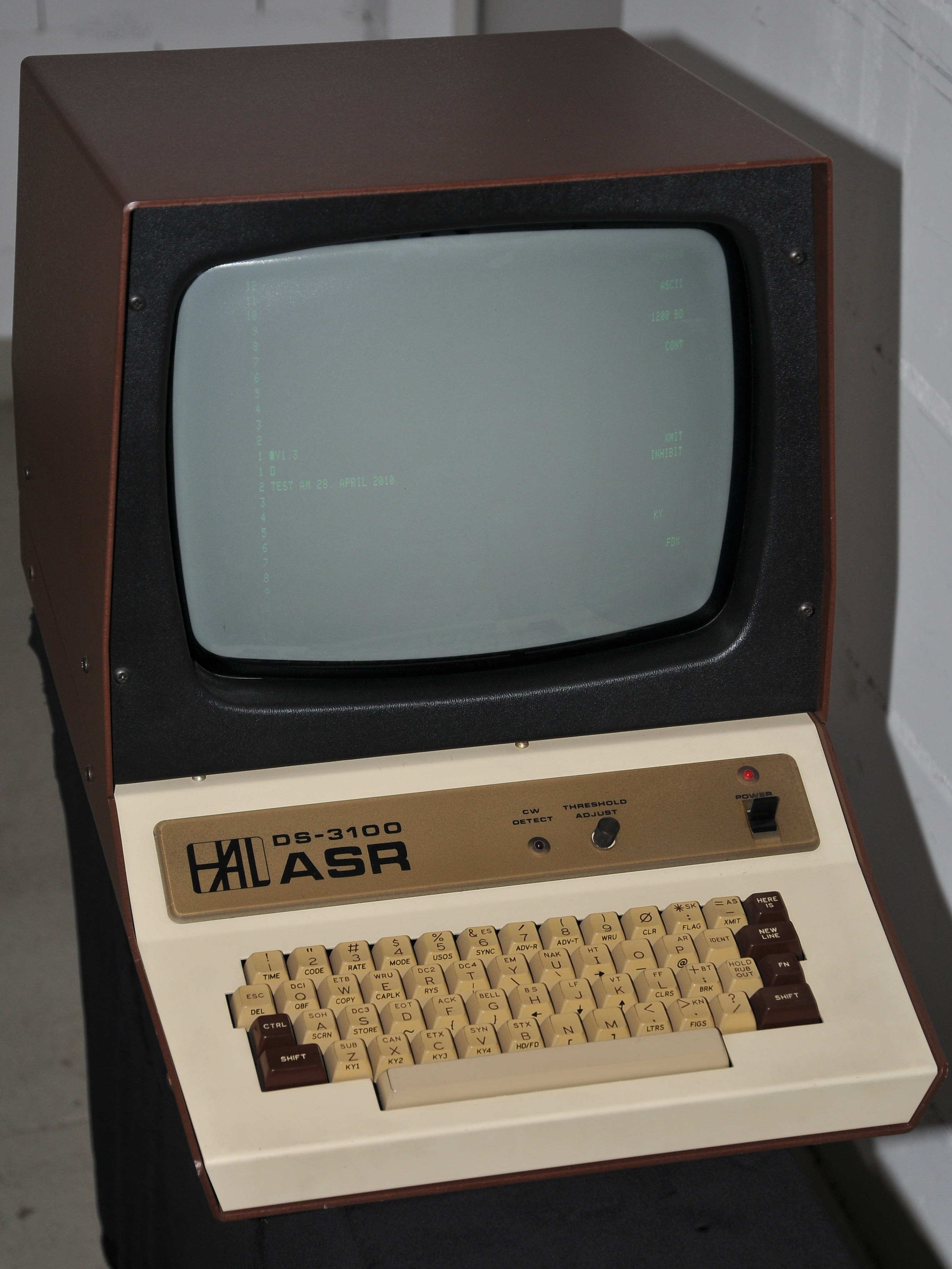
HAL DS3100 ASR Fernschreiber

Beim DS-3100 ASR der Firma HAL Communications Corp. aus Urbana (Illinois), USA, handelt es sich um ein Fernschreib-Terminal, welches in den Modi RTTY, ASCII und CW arbeitet. Dieses Gerät wurde 1979 zu einem damaligen Neupreis von 1995 US$ verkauft, das entsprach damals ca. 3500 DM (entspricht inflationsbereinigt etwa heutigen 4.800 Euro) und wurde in Deutschland von Ricofunk in Hannover vertrieben. Gebaut wurden diese bis ca. 1981. Es war damals das erste automatische elektronische Terminal zum gleichzeitigen Senden und Empfangen von Baudot-, ASCII- und Morsecode.
Der integrierte Bildschirm verfügt über 24 Zeilen mit je 72 Zeichen. Die integrierte Tastatur verfügt über eine amerikanische QWERTY-Tastaturbelegung.